# Jan Postma (schrijver)
Jan Postma (Hardegarijp, 1 juli 1932 – 23 juli 2015) was een Nederlandse auteur van politieromans en oud-politieman.

## Biografie
Na de middelbare school moest Postma het leger in. Hierna volgde hij een politieopleiding en werkte daarna onder andere voor de kinderpolitie en de zedenpolitie.
Nadat Postma zijn hond beschikbaar had gesteld ter figuratie in enkele televisieseries, werd hij geïnspireerd om politieromans te schrijven. 
Zijn eerste boek was een politieroman voor de jeugd, getiteld De vliegende brigade: De terriër contra narcotica (1977) bij uitgeverij Kluitman. In deze serie zijn later nog tien boeken gemaakt. Verder schreef hij nog een andere politieserie, Wolf en enkele boeken voor volwassenen.
In 2003 werd Postma ridder in de Orde van de Nederlandse Leeuw.

### Wolf-reeks
- Wolf, de speurhond (1980, Uitgeverij Kluitman)
- Wolf ruikt onraad (1981)
- Wolf en de paardendieven (1982)
- Wolf waakt in de nacht (1983)
- Wolf naar Ameland (1985)
- Wolf en de bende van Sjakie Plof (1987)
- Wolf, redder in de nood (1988)
- Wolf en het mysterie van de verdwenen tweeling (1988)
- Wolf gaat mee kamperen (1989)
- Wolf weer in actie (1989)
- Wolf vliegt erop af (1990)
- Wolf haalt hulp (1991)
- Wolf zet ze klem (1991)
- Wolf. sporen in de sneeuw (1992)
- Wolf en de gestolen kleren (1992)
- Wolf en de kotterbende (1993)
- Wolf. smokkelaars op het strand (1995)
- Wolf. de bende van de Vos (1998)
- Wolf en de diamantdieven (2000)
- Wolf en de scooterbende (2002)
- Wolf is niet te stoppen (2003)
- Wolf en de kidnappers (2004)
- Wolf en de drugsmaffia (2006)
- Wolf Jacht op de ramkrakers (2008)

### De vliegende brigade (ook wel Europolbrigade)
- De Terriër contra narcotica (1977)
- De Chinees met de gouden tanden (1977) (1983)
- De lord speelt hoog spel (1983)
- In de macht van de misdaad (1983)
- De infiltrant (1984)
- Stil alarm naar Schiphol (1985)
- De jacht op de Cobra (1993)
- De Terriër vermist (1993)
- De nacht van de misdaad
- Het uur van de waarheid
- De verrader slaapt nooit

### Commissaris Van Beek
- Commissaris Van Beek & de Gooise moordenaar (1995)
- Commissaris Van Beek & de vermoorde kinderrechter (1996)
- Commissaris Van Beek & de Samos-moorden (1997)

- International Standard Name Identifier: 0000 0003 6882 5255
- Nederlandse Thesaurus van Auteursnamen: 074719734
- Virtual International Authority File: 286871466
- WorldCat: E39PBJktkwQQytd7rKPCQ8VQv3